# Rubén Darío

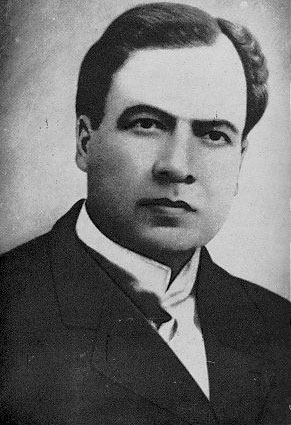
Rubén Darío

Denkmal für Rubén Darío in Palma

Rubén Darío (eigentlich Félix Rubén García y Sarmiento; * 18. Januar 1867 in Metapa; † 6. Februar 1916 in León) war ein nicaraguanischer Schriftsteller und Diplomat.
Rubén Darío war Sohn einer kreolischen Mittelstandsfamilie. Zu Ehren von Vorfahren, die Los Daríos genannt wurden, nahm er seinen Künstlernamen an. Seine Geburtsstadt Metapa wurde ihm zu Ehren in Ciudad Darío umbenannt. Darío war mit Rafaela Contreras verheiratet, mit der er einen Sohn hatte, und nach ihrem frühen Tod 1893 mit Rosario Murillo. Weitere drei Kinder hatte er mit seiner späteren Geliebten Francisca Sánchez.

## Leben
Rubén war das erste Kind von Manuel García und Rosa Sarmiento, die am 26. April 1866 in León geheiratet hatten. Dafür hatten sie eine päpstliche Dispens gebraucht, da sie Cousin und Cousine waren. Die Ehe seiner Eltern war noch vor seiner Geburt zerrüttet, da der Vater allzu sehr dem Alkohol und den Prostituierten zugesprochen hatte. Die schwangere Rosa ging nach Metapa, wo sie ihren Sohn gebar. Zunächst nahm sie ihn mit nach León (Nicaragua). Als sie jedoch mit ihrem Geliebten nach Honduras zog, ließ sie ihn bei ihrer Tante Bernarda Sarmiento und deren Mann, dem Coronel Félix Ramírez Madregil, zurück, so dass Rubén bei Großtante und Großonkel aufwuchs. 
Er besuchte verschiedene Schulen in León, darunter auch ein Jesuitengymnasium (1879/80). Er lernte nach eigenen Angaben schon mit drei Jahren zu lesen und galt früh als dichterisches Wunderkind (poeta niño). Es gibt Anekdoten, nach denen er mit 6 Jahren bereits erste Gedichte verfasste; ein 1879 geschriebenes Sonett ist erhalten. Als er 13 Jahre alt war, wurde seine Elegie Una lágrima in der Zeitung El Termómetro veröffentlicht. In dieser Zeit wurde er hauptsächlich von den spanischen Dichtern José Zorrilla y Moral, Ramón de Campoamor, Gaspar Núñez de Arce und Ventura de la Vega beeinflusst. Später sollte er sich für das Werk von Victor Hugo und Juan Montalvo interessieren.
In den 1880er Jahren verließ Rubén Darío Nicaragua. Zunächst ging er 1882 nach El Salvador, wo er erste Bekanntschaften mit lokalen Dichtergrößen machte. Francisco Gavidia führte ihn dort in französische Sprache und Literatur ein und regte an, den Alexandriner an die spanische Metrik anzupassen. Der Präsident El Salvadors, Rafael Zaldívar, protegierte ihn; dennoch litt er unter wirtschaftlichen Schwierigkeiten. Nachdem er an Pocken erkrankt war, kehrte Rubén Darío 1883 noch rekonvaleszent nach Nicaragua zurück. Im Jahr 1885 wurde sein erstes Buch Epístolas y poemas gedruckt, jedoch erst drei Jahre später ausgeliefert.
Im Jahre 1886 ging Rubén Darío nach Chile und arbeitete als freier Mitarbeiter bei verschiedenen Zeitungen, darunter La Época, El Heraldo und La Nación. Er gewann den Sohn des Präsidenten, den Dichter Pedro Balmaceda Toro, als Freund und bekam Kontakt zur großbürgerlichen Welt. Sein Gedichtband Abrojos erschien 1887, ein Jahr später Azul, mit dem er die neue literarische Strömung des Modernismo eröffnen sollte.

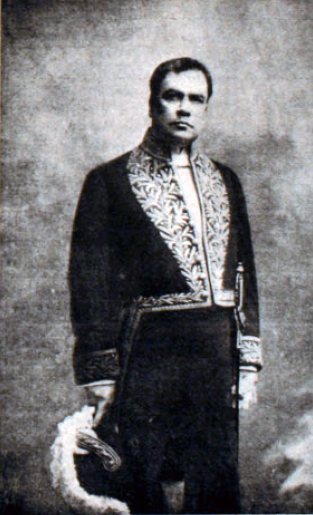
Rubén Darío

Rubén Darío kehrte 1889 nach Mittelamerika zurück und heiratete am 21. Juni 1890 in San Salvador Rafaela Contreras. Tags darauf fand ein Staatsstreich gegen den amtierenden Präsidenten statt. Rubén Darío floh nach Guatemala, während seine Gattin in El Salvador verblieb. 1890 erschien die zweite, erweiterte Auflage von Azul mit zwei Briefen des spanischen Schriftstellers Juan Valera als Vorwort.
Im Januar konnte Rafaela nach Guatemala nachkommen; das Paar zog nach Costa Rica, wo ihr erster Sohn, Rubén Darío Contreras, am 12. November 1891 zur Welt kam. Zum 400. Jahrestag der Entdeckung Amerikas ernannte die nicaraguanische Regierung Rubén Darío zum Mitglied einer offiziellen Delegation, die das Land bei den Feierlichkeiten in Spanien vertreten sollte. Während der Überfahrt machte er Zwischenstation in Havanna auf Kuba und lernte den Dichter Julián del Casal kennen. In Spanien verkehrte er mit zahlreichen Intellektuellen und Schriftstellern, wie Emilia Pardo Bazán, Juan Valera, José Zorrilla, Gaspar Núñez de Arce, Marcelino Menéndez Pelayo und Salvador Rueda.
Bald nach der Rückkehr nach Nicaragua erhielt er Nachricht von der schweren Erkrankung seiner Frau, die schließlich am 23. Januar 1893 starb. Rubén Darío verehelichte sich bald darauf mit Rosario Murillo. Im April des Jahres wurde er vom kolumbianischen Präsidenten Miguel Antonio Caro zum Honorarkonsul in Buenos Aires ernannt. Bevor er dieses Amt antrat, reiste er noch nach New York, wo er den kubanischen Dichter José Martí kennenlernte, und nach Paris, wo er ein eher enttäuschendes Zusammentreffen mit dem von ihm verehrten Paul Verlaine hatte. Am 13. August 1893 gelangte Rubén Darío nach Buenos Aires; seine Gattin, die in Nicaragua zurückgeblieben war, gebar am 26. Dezember des Jahres den Sohn Darío Darío, der jedoch im Alter von wenigen Wochen an Tetanus starb.
In Buenos Aires verkehrte Rubén Darío in Intellektuellenkreisen und war Korrespondent für verschiedene Zeitungen, wie La Prensa, La Tribuna und El Tiempo. Am 3. Mai 1895 starb seine Mutter Rosa Sarmiento, die er kaum gekannt hatte, deren Tod jedoch ein schwerer Schlag für ihn war. Im Oktober 1895 ließ die kolumbianische Regierung das Honorarkonsulat in Buenos Aires auf, da es kaum Kolumbianer in Argentinien gab; der Dichter verdingte sich sodann als Sekretär des Generaldirektors der argentinischen Post.
Im Jahr 1896 wurden in Buenos Aires zwei seiner wichtigsten Bücher veröffentlicht: Los raros, eine Sammlung von Artikeln über diverse Schriftsteller, und Prosas profanas y otros poemas, sein bis heute populärstes Buch in der spanischsprachigen Welt.
Nach der Niederlage Spaniens im Spanisch-Amerikanischen Krieg wurde Darío 1898 von der Zeitung La Nación als Korrespondent nach Spanien gesandt und traf am 22. Dezember in Barcelona ein. Von dort schickte er seinem Dienstgeber vier Chroniken pro Monat, die 1901 unter dem Titel España Contemporánea. Crónicas y retratos literarios auch als Buch veröffentlicht wurden. Er knüpfte Kontakte mit einer Reihe von jungen Dichtern wie Juan Ramón Jiménez, Ramón María del Valle-Inclán und Jacinto Benavente, für die er ein großes Vorbild war. 1899 lernte er Francisca Sánchez del Pozo kennen, eine analphabetische Bäuerin, die seine Lebensgefährtin der letzten Jahre werden sollte. Von 1900 bis 1908 ließen sie sich in Paris, der Stadt seiner Kindheitsträume, nieder. Seine Chroniken über die Weltausstellung wurden später im Buch Peregrinaciones zusammengefasst. 1901 gebar ihm Francisca eine Tochter, Carmen Darío Sánchez, die wenig später an Pocken starb, noch bevor der Vater sie gesehen hatte.
Im Jahre 1902 lernte Rubén Darío den jungen spanischen Dichter Antonio Machado kennen. 1903 wurde er zum Konsul von Nicaragua ernannt; im April des Jahres wurde sein Sohn Rubén Darío Sánchez geboren. In diesen Jahren unternahm der Dichter zahlreiche Reisen durch Europa, darunter England, Belgien, Deutschland und Italien. 1905 reiste er in offizieller Mission nach Spanien, wo auch sein drittes dichterisches Hauptwerk erschien, Cantos de vida y esperanza. In diesem Jahr starb sein Sohn an einer Lungenentzündung. 1906 nahm Rubén Darío an der dritten panamerikanischen Konferenz in Rio de Janeiro teil. Danach kehrte er nach Paris zurück, und den Winter 1907 verbrachte er mit Francisca Sánchez auf Mallorca; eine dort geborene Tochter starb bei der Geburt. Zu dieser Zeit unternahm der Dichter einen Versuch, sich von seiner Ehefrau Rosario Murillo scheiden zu lassen, doch angesichts ihrer hohen Entschädigungsforderungen kam keine Einigung zustande.
Bedingt durch seinen hohen Alkoholkonsum erkrankte Rubén Darío schwer. Gegen Ende des Jahres 1907 wurde das vierte gemeinsame Kind mit Francisca geboren, Rubén Darío Sánchez, der einzige überlebende Sohn des Paares.

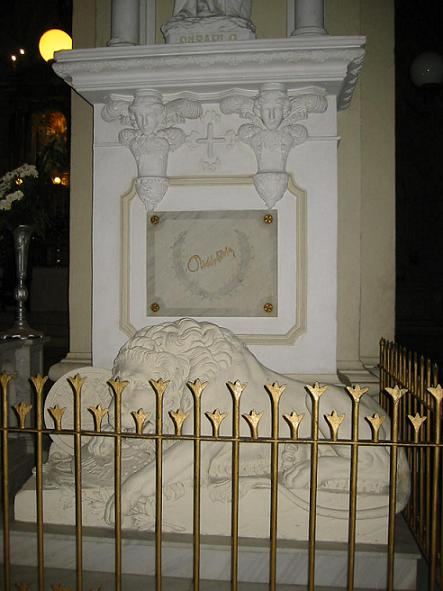
Daríos Grab

Nach kurzen Zwischenstationen in New York und Panama kehrte Rubén Darío nach Nicaragua zurück, wo ihm ein triumphaler Empfang bereitet wurde. Von 1908 bis 1910 war er in Madrid als nicaraguanischer Botschafter tätig, beendete diese Tätigkeit aber aufgrund seiner Alkoholkrankheit. In der Folge verschlechterte sich sein Gesundheitszustand zusehends. 1910 reiste er als Mitglied einer nicaraguanischen Delegation nach Mexiko, um den 100. Jahrestag der mexikanischen Unabhängigkeit zu feiern, doch Präsident Porfirio Díaz weigerte sich, den Schriftsteller zu empfangen, während ihn das einfache Volk begeistert umjubelte. Unter dem Einfluss seiner Alkoholprobleme unternahm Rubén Darío auf der Weiterreise in Havanna einen Selbstmordversuch. 
Im Jahr 1912 begab sich der Dichter auf eine Rundreise durch Lateinamerika mit Stationen in Rio de Janeiro, São Paulo, Montevideo und Buenos Aires. In dieser Zeit verfasste er auch seine Autobiographie, die unter dem Titel La vida de Rubén Darío escrita por él mismo (Leben von Rubén Darío, von ihm selbst geschrieben) in der Zeitschrift Caras y Caretas veröffentlicht wurde. Daneben schrieb er eine Historia de mis libros (Geschichte meiner Bücher). Im folgenden Jahr begann er in Mallorca, an einer Erzählung, El oro de Mallorca, mit autobiographischen Anspielungen durchsetzt, zu schreiben. 1914 ließ er in Barcelona das Buch Canto a la Argentina y otros poemas drucken.
Beim Ausbruch des Ersten Weltkrieges reiste Rubén Darío nach Amerika, um sich dort für die pazifistische Idee einzusetzen, mit Stationen in New York und Guatemala. 1914 kehrte er – im Vorgefühl seines Todes – nach Nicaragua zurück. 
Rubén Darío starb am 6. Februar 1916 an einer schweren Lungenentzündung in León.
Der Asteroid (9482) Rubéndarío wurde 1999 nach ihm benannt.

## Werk
Darío gilt als Begründer des Modernismo in Lateinamerika. Geprägt wurde sein Werk zunächst vor allem durch die symbolistischen Dichter Paul Verlaine, Lautréamont und Jean Moréas, aber auch durch Victor Hugo. Später hat ihn auch die spanische Generation von 98, zu der Miguel de Unamuno, Antonio Machado und José Martínez Ruiz (Azorín) zählten, stark beeinflusst. Er war einer der ersten mittelamerikanischen Schriftsteller, der seinem Volk eine international hörbare Stimme gab.
Bereits sein Erstlingswerk Azul (Valparaiso 1888, modifizierte Editionen 1890 und 1905; dt.: Azur) sicherte ihm die Anerkennung der zeitgenössischen Kritik. Es handelt sich um eine Gedicht- und Prosasammlung, die sich durch „subtile Sinnes- und Klangreize und durch ungewohnte Themen und Motive“ auszeichnet und die Sprache weit jenseits des Alltagsgebrauchs weiter entwickelt. Er experimentiert mit Vokalen und Konsonanten, Metrik und Rhythmik, arbeitet häufig mit Alliterationen und Wiederholungen und kreiert damit eine enorme Intensität und Sensibilität. Die Farbe azul (blau) ist dabei das Leitmotiv, das ins Unendliche führt.
Zu Lebzeiten fand Darío jedoch vor allem in Paris und Europa nicht die von ihm gewünschte Beachtung. Weltruhm erlangte er erst posthum durch seinen Gedichtband Prosas Profanas (1896; dt.: Profane Gedichte) und Cantos de vida y esperanza (1905; dt.: Lieder des Lebens und der Hoffnung). Im Vorwort der Prosas profanas entwarf er die Programmatik des lateinamerikanischen Modernismo, der sich damit vom europäischen Symbolismus und den Parnassiens emanzipierte. In diesem Band präsentierte er sich als großer Erneuerer der spanischsprachigen Versdichtung, sowohl im Hinblick auf deren Inhalte und Entwicklung weg von religiösen „mumifizierten“ Formen, als auch hin zu einer „weltliche(n) Dichtungsgattung“. Klang und Rhythmus gestaltete er völlig neu, experimentierte mit Konsonanzen und Dissonanzen und wandelte so die traditionellen Vers- und Strophenformen der alten spanischen Liederbücher zu virtuosen ästhetischen, teils auch frivolen Klangerlebnissen.
Bei den Cantos de vida y esperanza, seinem wohl reifsten Werk, handelt es sich um eine Gedichtsammlung, die zu den „repräsentativsten Schöpfungen des lateinamerikanischen modernismo“ zählt. Hier wird Rubén Darío sich des spanisch geprägten Amerika immer bewusster und bekennt sich zum kulturellen Erbe Spaniens. Eine Grundhaltung des L’art pour l’art wurde hier entwickelt, die ein entschiedenes Gegenstück zum utilitaristischen Denken und zum angelsächsischen und US-amerikanischen Materialismus bilden sollte, wie er ihn durch den US-Präsidenten Theodore Roosevelt verkörpert sah, der nicht mehr auf den Pfaden George Washingtons wandelt. In seinem Gedicht A Roosevelt, einer Art offenem Brief, spricht er den cazador und gefährlichen vielfachen Nemrod, also den als Jäger bekannten Expansionisten „Teddy“ Roosevelt, direkt an und warnt vor künftigen blutigen US-amerikanischen Invasionen des christlichen spanischsprechenden Amerika, wofür der Spanisch-Amerikanische Krieg von 1898 nur ein Vorzeichen war. Die Sprache orientiert sich an Walt Whitman ebenso wie an der Bibel, was der Autor in den ersten Zeilen selbst verkündet:

„¡Es con voz de la Biblia, o verso de Walt Whitman,

que habría que llegar hasta ti, Cazador!

Primitivo y moderno, sencillo y complicado,

con un algo de Washington y cuatro de Nemrod.

Eres los Estados Unidos,

eres el futuro invasor

de la América ingenua que tiene sangre indígena,

que aún reza a Jesucristo y aún habla en español.“

Daríos journalistische Tätigkeit, die er seit seinem 18. Lebensjahr ausübte, fand viel weniger Aufmerksamkeit als seine dichterischen Werke. Sie erlaubte ihm jedoch seinen aufwändigen Lebensstil. In dem Band Peregrinaciones (1901; dt.: „Pilgerfahrten“) sind seine Zeitungsartikel zusammengefasst, die von seiner tiefen Verbundenheit mit der europäischen Ideenwelt zeugen.
In der Essay-Sammlung Los Raros (1893–1896) begründet er den Modernismo auch literaturtheoretisch und setzt sich mit dem häufig geäußerten Vorwurf der Dekadenz und des Überspannten auseinander. In der Besprechung der Werke von vielen bedeutenden europäischen und amerikanischen Schriftstellern entwirft er die ethischen und ästhetischen Richtlinien des Modernismo, die er in Prosas profanas später ausformen sollte.

## Notizen
1. ↑  in Deutsch: R. D., Das Gold Mallorcas. Erzählungen. (Die titelgebende Geschichte.) Übers. Ulrich Kunzmann. RUB, 1018. Reclam, Leipzig 1983, S. 5–48. In Kap. 4, S. 37–40: Ausführungen zu den Xuetas, bzw. "Chuetas".
2. ↑  Minor Planet Circ. 34354
3. ↑  KLL: Azul, in: Kindlers Neues Literatur-Lexikon, München 1996, Band 4, S. 428.
4. ↑  KLL: Rubén Darío: Prosas profanas, in: Kindlers Neues Literatur-Lexikon, München 1996, 4. Band, S. 430.
5. ↑  A.M.: Rubén Darío: Cantos de vida y esperanza, in: Kindlers Neues Literatur-Lexikon, München 1996, 4. Band, S. 429.
6. ↑  Rubén Darío: A Roosevelt Online
7. ↑  Ana Consuelo Mitlich Osuna, Gerardo Francisco Bobadilla Encinas: «Los Raros» de Rubén Darío, in: Apuntes Hispánicos, XIII, Winter 2016, S. 93ff.

| Personendaten    | Personendaten                                     |
| ---------------- | ------------------------------------------------- |
| NAME             | Darío, Rubén                                      |
| ALTERNATIVNAMEN  | Garcia y Sarmiento, Félix Rubén (wirklicher Name) |
| KURZBESCHREIBUNG | nicaraguanischer Schriftsteller und Diplomat      |
| GEBURTSDATUM     | 18. Januar 1867                                   |
| GEBURTSORT       | Metapa                                            |
| STERBEDATUM      | 6. Februar 1916                                   |
| STERBEORT        | León                                              |